# Výplňková pletenina
Výplňková pletenina (angl.: laid-in knit, něm.: Futtergestrick) je trikotová pletenina, na rubní straně vyztužená výplňkovou nití. Výplňková nit netvoří očka a k základní pletenině se přichycuje jen místy. Rubní strana se často počesává k získání vlasového povrchu.

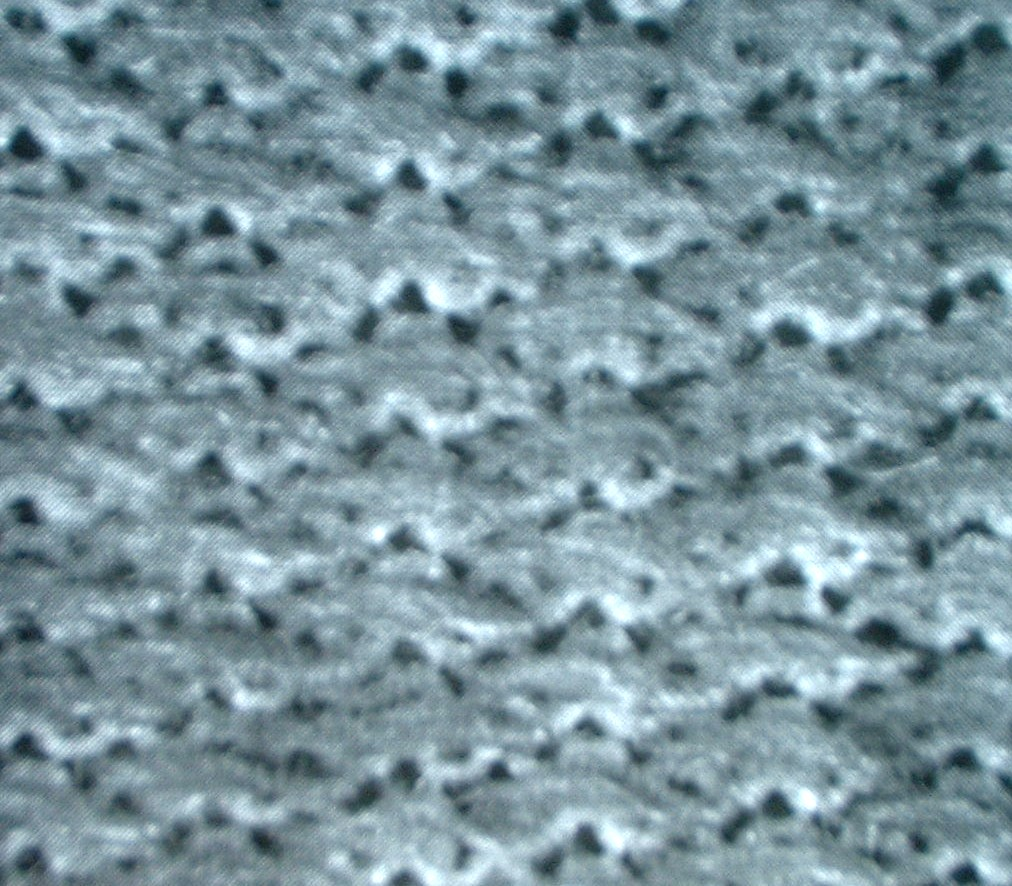
Výplňková pletenina v jednolícní vazbě

## Způsoby výroby a použití

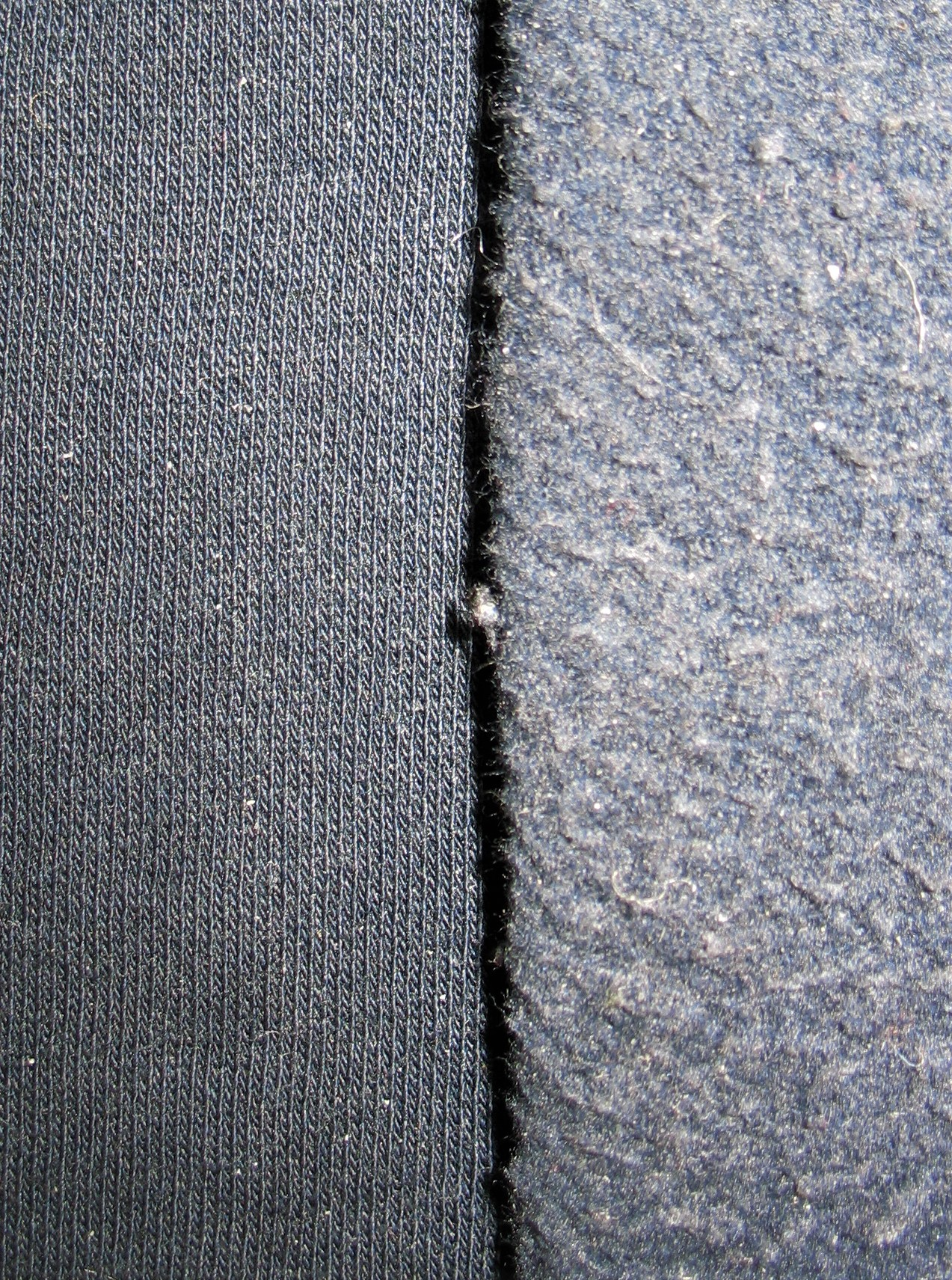
Lícní a rubní strana výplňkové pleteniny (z tepláků)

### Výplňková vazba
Základní zátažná pletenina je v jednolícní hladké, chytové nebo oboulícní vazbě s výplňkem z chytových a podložených kliček. Chytové kličky se zaplétají do základní vazby, zatímco podložené kličky leží volně v podélném směru.
Vpletením výplňku se snižuje tažnost pleteniny, zvyšují izolační schopnosti a možnosti vzorování. Na rubní straně se pletenina často počesává.
Použití: trička, sportovní oděvy, tepláky a dětské oblečení 
Oboulícní, méně častá vazba se používá např. s pružným útkem z elastického materiálu při výrobě lemů u ponožek. Na rozdíl od jednolícní vazby je zde výplňková nit uzavřena ve vnitřku pleteniny.
Seskupením podložených nití se dá ve vazbě tvořit vzorovaný výplněk

### Výplňková krytá vazba
K výplňku se přidává krycí nit tvořící očka, kterými se zamezuje prosvítání výplňkové niti na lícní straně pleteniny.
Dvojitý výplněk je zátažná pletenina se dvěma výplňkovými nitěmi v jednom řádku. Je to těžké, málo elastické zboží s vysokou spotřebou materiálu. Používá se např. na zimní spodní prádlo.

### Výplňková osnovní pletenina
Pletenina obsahuje dodatečnou řadu nití v útkovém kladení. Výplňkové niti leží na lícní nebo rubní straně, která se případně počesává.
Z vazeb jsou známé např. výplňkové šarmé nebo filetový atlas

## Použití
Pleteniny váží zpravidla víc než 320 g/m², jsou poměrně objemné a málo elastické. Používají se hlavně na sportovní oděvy, pro které se základní pletenina a výplňková nit zhotovují z rozdílných materiálů a tak je umožněno zlepšené odvádění potu. (Např. základ z chemických vláken a výplňková nit na vnějšku textilie z bavlněné příze, na povrchu většinou počesané).